# Batalla de Villers-Bocage
La Batalla de Villers-Bocage (13 de junio de 1944) fue un enfrentamiento inusual entre los británicos y los alemanes en el norte de Francia durante la Segunda Guerra Mundial.
Michael Wittmann, un SS-Obersturmführer, dirigió una unidad de seis tanques Tiger I del 101 Batallón SS de Tanques Pesados para asegurar la carretera N175 cerca de Villers-Bocage, al sur de Caen. Llegaron en la noche del 12 al 13 de junio y se situaron en el nordeste del municipio.
A las 08:30 horas aproximadamente del día 13, los británicos se acercaron desde el noroeste: dos batallones de la 7.ª División Blindada Británica, uno de tanques y el otro de infantería motorizada. El tanque de Wittmann estaba en una posición avanzada y cargó temerariamente contra la columna británica, dividiéndola y atacando a las fuerzas británicas a distancias muy cortas, tras lo cual la atravesó y se adentró en el pueblo. Los demás tanques de su unidad avanzaron y causaron fuertes pérdidas a la columna británica.
Los británicos perdieron 20 Cromwells, 4 Fireflys y 3 Stuarts, así como 30 semiorugas. El recuento personal de Wittmann no se conoce con seguridad, muchas fuentes dicen que nueve pero hay estimaciones de más de 30 vehículos. Su tanque fue inutilizado pero escapó a pie e informó al cuartel general de la división, que mandó otros quince tanques y granaderos panzer al pueblo. La feroz lucha acabó con el pueblo en manos británicas, pero fueron forzados a retirarse al día siguiente. El pueblo fue destruido casi por completo.
Wittmann voló a Alemania el 25 de junio para recibir una condecoración de manos de Adolf Hitler. Regresó a Francia y murió en agosto en una escaramuza alrededor de Falaise.